# جيمس إتش. دونكان
جيمس إتش. دونكان هو محامي وسياسي أمريكي، ولد في 5 ديسمبر 1793 في هافر هيل في الولايات المتحدة، وتوفي بنفس المكان في 8 فبراير 1869. نشط حزبياً في حزب اليمين. وقد انتخب عضو مجلس نواب ماساتشوستس ‏ وانتخب عضو مجلس النواب الأمريكي ‏.